# اکسمورا
اکسمورا (به هلندی: Exmorra) یک منطقهٔ مسکونی در هلند است که در سودوست-فریسلان واقع شده‌است. اکسمورا ۴۷۰ نفر جمعیت دارد.